# Anuradhapura Airport
Anuradhapura Airport (IATA-kod ADP, ICAO-kod VCCA) är en militär och civil flygplats som ligger nära den antika staden Anuradhapura på Sri Lanka.